# Hrabstwo Noble (Indiana)

Piramida wieku hrabstwa

Hrabstwo Noble (ang. Noble County) – hrabstwo w stanie Indiana w Stanach Zjednoczonych.

## Geografia
Według spisu z 2010 roku obszar całkowity hrabstwa obejmuje powierzchnię 417,43 mili2 (1081,14 km²), z czego 410,84 mili2 (1064,07 km²) stanowią lądy, a 6,59 mili2 (17,07 km²) stanowią wody. Według szacunków United States Census Bureau w roku 2012 miało 47 582 mieszkańców. Jego siedzibą administracyjną jest Albion.

### Miasta
- Albion
- Avilla
- Cromwell
- Kendallville
- Kimmell (CDP)
- Ligonier
- Rome City
- Wolcottville